# Obszar Chronionego Krajobrazu Pojezierze Wałeckie i Dolina Gwdy
Obszar Chronionego Krajobrazu „Pojezierze Wałeckie i Dolina Gwdy” – obszar chronionego krajobrazu o powierzchni 93 910 ha położony na terenie województw zachodniopomorskiego i wielkopolskiego.

## Historia i status prawny
Obszar Chronionego Krajobrazu „Pojezierze Wałeckie i Dolina Gwdy” został utworzony Uchwałą Nr IX/56/89 Wojewódzkiej Rady Narodowej w Pile z dnia 31 maja 1989 r. (Dz. Urz. Woj. Pilskiego Nr 11/89 poz.95) potwierdzoną Rozporządzeniem Nr 5/98 Wojewody Pilskiego z dnia 15 maja 1998 r. (Dz. Urz. Woj. Pilskiego Nr 13/98 poz. 83). Po reformie administracyjnej w 1999 roku znalazł się w granicach województw zachodniopomorskiego i wielkopolskiego.
W części obszaru położonej w województwie zachodniopomorskim aktualnie obowiązującym aktem prawnym jest „Obwieszczenie Sejmiku Województwa Zachodniopomorskiego z dnia 31 marca 2014 r. w sprawie ogłoszenia tekstu jednolitego uchwały w sprawie obszarów chronionego krajobrazu” z późniejszymi zmianami.
Na obszarze województwa wielkopolskiego nadal obowiązuje Rozporządzenie Wojewody Pilskiego z 1998 roku. Wojewoda Wielkopolski wydał w 2006 roku rozporządzenie Nr 212/06 regulujące status i granice obszaru w ramach województwa wielkopolskiego, jednak zostało ono zaskarżone, a wyrokiem Wojewódzkiego Sądu Administracyjnego w Poznaniu z dnia 27 stycznia 2011 r. stwierdzono jego nieważność.

## Położenie i powierzchnia
OChK „Pojezierze Wałeckie i Dolina Gwdy” obejmuje obszar mezoregionów: Pojezierze Wałeckie, Dolina Gwdy i Równina Wałecka, a niewielkie jego fragmenty leżą na terenie kilku innych mezoregionów. Łączna powierzchnia obszaru wynosi 93 910 ha, w tym 58 375 ha w województwie wielkopolskim i 35 535 ha w województwie zachodniopomorskim.
W województwie zachodniopomorskim teren OChK „Pojezierze Wałeckie i Dolina Gwdy” leży w powiecie wałeckim – w mieście Wałcz i gminach: Wałcz, Tuczno, Mirosławiec.
W województwie wielkopolskim OChK leży na terenie powiatu złotowskiego (gminy Jastrowie, Krajenka, Lipka, Okonek, Tarnówka, Złotów) oraz powiatu pilskiego (miasto Piła, gminy Kaczory, Szydłowo).

## Ogólna charakterystyka
OChK „Pojezierze Wałeckie i Dolina Gwdy” wyróżnia się wielkim bogactwem walorów krajobrazowych, na które składają się: urozmaicona rzeźba terenu z rozległymi kompleksami leśnymi, malownicze głęboko wcięte doliny licznych rzek, moreny czołowe i doliny rynnowe z licznymi jeziorami.

## Flora i fauna
Obszar charakteryzuje się wysoką lesistością. Lasy reprezentowane są przez ubogie i żyzne buczyny, kwaśne dąbrowy, bory sosnowe, łęgi olszowo-jesionowe, bagienne olsy wokół jezior i grądy.
Występuje tu wiele gatunków rzadkich i zagrożonych roślin naczyniowych takich jak m.in.: bagnica torfowa, cis pospolity, czermień błotna, fiołek przedziwny, modrzewnica europejska, storczyk plamisty, pływacz drobny, nerecznica grzebieniasta, rosiczka długolistna, rosiczka okrągłolistna, rosiczka pośrednia, widłak spłaszczony, wilczomlecz błotny, wełnianka wąskolistna, żurawina błotna.
Znajdują się tu miejsca lęgowe i ostoje rzadkich i ginących zwierząt, m.in. tracza nurogęsi, bielika, orlika krzykliwego, żubra i bobra, oraz miejsca zlotów i przelotów żurawi, gęsi i kaczek. 

## Rezerwaty przyrody
Na terenie OChK „Pojezierze Wałeckie i Dolina Gwdy” znajdują się następujące rezerwaty przyrody:
- w województwie zachodniopomorskim: Golcowe Bagno, Rosiczki Mirosławskie, Strzaliny koło Tuczna, Wielki Bytyń, Dolina Rurzycy.
- w województwie wielkopolskim: Diabli Skok, Kozie Brody, Kuźnik, Nietoperze w Starym Browarze, Smolary, Wielkopolska Dolina Rurzycy

## Nadzór
Nadzór nad obszarem w granicach województwa zachodniopomorskiego sprawuje Sejmik Województwa Zachodniopomorskiego.
W województwie wielkopolskim w związku ze stwierdzeniem nieważności rozporządzenia Wojewody Wielkopolskiego z 2006 roku konieczna jest zmiana przepisów wskazujących sprawującego nadzór.